# De Dion-Bouton Type DW 2
Der De Dion-Bouton Type DW 2 ist ein Pkw-Modell aus der Anfangszeit des 20. Jahrhunderts. Hersteller war De Dion-Bouton aus Frankreich.

## Beschreibung
Am 28. Oktober 1912 erteilte die nationale Zulassungsbehörde die Zulassung für den DW 2. Vorgänger war der Type DE 2.
Der Wagen hat einen wassergekühlten Zweizylindermotor mit 821 cm³ Hubraum (66 mm Bohrung, 120 mm Hub), war in Frankreich mit 6 Cheval fiscal (Steuer-PS) eingestuft und leistete etwa genauso viel PS. Er ist vorn im Fahrgestell eingebaut und treibt über ein Dreiganggetriebe und eine Kardanwelle die Hinterräder an. Der Kühler befindet sich direkt vor dem Motor und hinter einem deutlich sichtbaren Kühlergrill.
Die Basis bildet ein Pressstahlrahmen. Der Radstand beträgt 2137 mm, die Spurweite 1150 mm. Die Fahrzeuglänge betrug 3130 mm. Die Vorderräder haben zehn Speichen, die Hinterräder zwölf.
Bekannt sind Aufbauten als Phaeton.
Das Modell wurde zwölf Monate lang produziert. Nachfolger wurde der Type EJ 2, der am 30. Juli 1913 seine Zulassung erhielt.
Der Type DW 4 hat das gleiche Fahrgestell, aber einen Vierzylindermotor.